# Fernando José Rodrigues
Fernando José Rodrigues (Coimbra, 21 de dezembro de 1956 – Leiria, 4 de setembro de 2024) foi um escritor português.

## Biografia
Fernando José Rodrigues nasceu em Coimbra a 21 de Dezembro de 1956. Aos 5 anos de idade foi morar, com os seus pais, para Castanheira de Pera, tendo aí completado o ensino básico no, então, Colégio de São Domingos. Com 15 anos, regressou a Coimbra para frequentar o liceu. Mais tarde, formou-se em Filologia Germânica na Faculdade de Letras da Universidade de Coimbra.
Ao longo da sua carreira, exerceu funções de docente em Castanheira de Pera, Leiria, Inglaterra (Portsmouth) e Suécia (Estocolmo). Por altura em que se encontrava, como Leitor, na Universidade de Estocolmo, foi-lhe pedido para traduzir, para inglês e português, o discurso que José Saramago deveria proferir por altura da entrega do Prémio Nobel da Literatura, a 8 de outubro de 1998. Foram traduzidas, ao todo, quinze páginas, sete das quais na primeira noite.
Considera-se, desde pequeno, um “devorador de livros”, o que o levou depois da tradução a tornar-se escritor. Começou a escrever com cerca de 40 anos e as suas personagens baseiam-se em pessoas que se cruzaram na sua vida. 
Concluiu uma pós-graduação em Ciências da Educação, sendo professor do Ensino Secundário. Foi Leitor de Língua e Cultura Portuguesas nas universidades de Portsmouth (Reino Unido) e de Estocolmo (Suécia).
É autor das obras D. Sebastião chega sempre a horas (1999) e Novas do achamento do Inferno (2001) e co-autor de Falar é aprender (1993). Gestos Esquecidos, galardoado com o Prémio Literário Almeida Firmino, é o seu terceiro romance.

## Vida pessoal
Vivia em Leiria desde 2001 e aí professor e diretor do Curso de Turismo na Escola Secundária Francisco Rodrigues Lobo. Nos seus tempos livres, a par da escrita, fazia fotografia, era ator no grupo de teatro “O Gato” e animador do “Projeto Artes Novas”. Falava várias línguas: português, inglês, francês, espanhol, italiano, alemão, holandês e sueco.
Assumia-se como uma pessoa distraída, simpática, amiga, mobilizadora e desportista. Era adepto do SL Benfica.

Segundo ele "todos os criadores" têm "a sua estrela incandescente", a sua sendo Diogo, seu filho, a quem dedica os seus livros. Diz gostar de escrever com música de fundo e, no final, agradece sempre a quem o acompanhou em cada jornada. Apesar de “Gestos Esquecidos” ter recebido o "Prémio Literário Almeida Firmino", confessa que, de todos os seus livros, “O Beijo de Humphrey Bogart” foi o que lhe deu mais prazer escrever.

## Algumas obras
- Falar é Aprender(em coautoria, 1999);[3]
- D. Sebastião Chega Sempre a Horas (Vega, 1999);[3]
- Novas do Achamento do Inferno (Vega, 2002);[3]
- Manual de Feiticeiras (apresentado em 2003 sem edição publicada, publicado em 2019)[4][3]
- Gestos Esquecidos (Oficina do Livro, 2006);
- O Beijo de Humphrey Bogart (Chiado Editora, 2014)

## Outras obras
- Contos in  “PLUMAS DE JUDITE” e “VAMOS PARA ONDE TEMOS A VENTURA” (antologias);
- GUITARRA PORTUGUESA” (livro de excertos de fados e fotografias, no qual colaborou na parte da tradução);

## Prémios
- Prémio Literário Afonso Lopes Vieira, 2003 (com Manual das Feiticeiras)[4]
- Prémio Literário Almeida Firmino, Açores 2005, (com Gestos Esquecidos)[3]
- Prémio Literário do S.P.R.C. 2003 (com Manual das Feiticeiras)[3]